# Монже (Верхние Альпы)
Монже́ (фр. Montjay, окс. Montjai) — коммуна во Франции, находится в регионе Прованс — Альпы — Лазурный Берег. Департамент коммуны — Верхние Альпы. Входит в состав кантона Розан. Округ коммуны — Гап.
Код INSEE коммуны — 05086.

## Население
Население коммуны на 2008 год составляло 100 человек.
| 1962 | 1968 | 1975 | 1982 | 1990 | 1999 | 2008 |
| ---- | ---- | ---- | ---- | ---- | ---- | ---- |
| 75   | 102  | 76   | 83   | 86   | 79   | 100  |

## Экономика

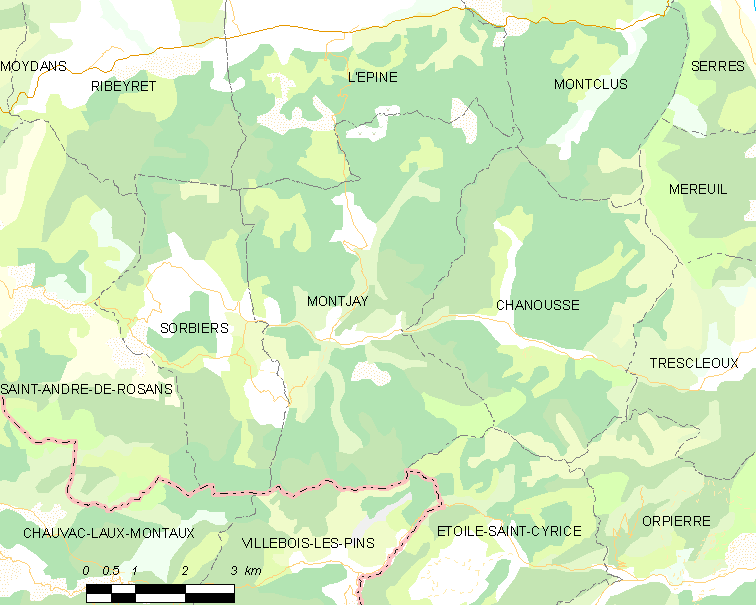
Карта коммуны

В 2007 году среди 63 человек в трудоспособном возрасте (15—64 лет) 38 были экономически активными, 25 — неактивными (показатель активности — 60,3 %, в 1999 году было 53,8 %). Из 38 активных работали 32 человека (20 мужчин и 12 женщин), безработных было 6 (1 мужчина и 5 женщин). Среди 25 неактивных 1 человек был учеником или студентом, 13 — пенсионерами, 11 были неактивными по другим причинам.